# Волошинські читання
Волошинські читання — щорічні педагогічні науково-практичні конференції, започатковані у 2012 році й присвячені пам'яті Ніли Йосипівни Волошиної — ученої-методиста, доктора педагогічних наук, професора, завідувача і головного наукового співробітника лабораторії літературної освіти, члена-кореспондента Національної академії педагогічних наук України, заслуженого діяча науки і техніки України, головного редактора журналу «Українська література в загальноосвітній школі».

## До історії конференції
У 2019 році читання відбулися 17 травня 2019 року в Інституті педагогіки Національної академії педагогічних наук України і проходили під назвою — Всеукраїнська науково-практична конференція «VII Волошинські читання. Шкільна мовно-літературна освіта: традиції і новаторство».